# Гарно, Проспер
Проспе́р Гарно́ (фр. Prosper Garnot; 18 января 1794, Брест — 8 октября 1838[…], Париж) — французский хирург и натуралист.

## Биография
Родился 18 января 1794 года в Бресте. Был ассистентом хирурга и учёного Луи Исидора Дюперре, находясь вместе с ним на борту во время кругосветного плавания судна «La Coquille» в 1822—1825 годах.  
Вместе с Рене Лессоном они собрали огромную коллекцию южноамериканских и тихоокеанских видов (живой природы). С частью коллекции Гарно, страдавший от дизентерии, был отправлен назад на судне «Castle Forbes». Оно, однако, потерпело крушение у мыса Доброй Надежды в июле 1824 года.  
Совместно с Лессоном, Проспер Гарно написал зоологическую часть отчёта о плавании под названием «Voyage autour du monde exécuté par order du roi sur la corvette La Coquille» (1828─1832). 
Скончался 8 августа 1833 года в Париже.
В честь учёного назван геккон Hemidactylus garnotii.